# Une méchante femme
Pour plus de détails, voir Fiche technique et Distribution.
Une méchante femme (A Wicked Woman) est un film américain réalisé par Charles Brabin, sorti en 1934.

## Synopsis
Une femme est contrainte de tuer son époux violent afin de protéger sa famille. Elle construit alors une nouvelle vie pour élever ses quatre enfants. 

## Fiche technique
- Titre : Une méchante femme
- Titre original : A Wicked Woman
- Réalisateur : Charles Brabin
- Scénario et dialogue : Florence Ryerson, Zelda Sears, Maurine Dallas Watkins, d'après le roman éponyme de Anne Austin
- Photographie : Lester White
- Musique : William Axt
- Décors : Cedric Gibbons
- Producteur : Harry Rapf
- Société de production : Metro-Goldwyn-Mayer
- Format : Noir et blanc — 35 mm — 1,37:1 — Son : Mono (Western Electric Sound System)
- Genre : Drame
- Durée : 72 minutes
- Date de sortie 
  - États-Unis : 7 décembre 1934

## Distribution
- Mady Christians : Naomi Trice
- Jean Parker : Rosanne
- Charles Bickford : Naylor
- Betty Furness : Yancey
- William Henry : Curtis
- Jackie Searl : Curtis enfant
- Betty Jane Graham : Yancey enfant
- Marilyn Harris : Rosanne enfant
- Paul Harvey : Ed Trice
- Zelda Sears : Gram Teague
- Robert Taylor : Bill Renton
- Sterling Holloway : Peter
- Georgie Billings : Neddie
- DeWitt Jennings : le shérif
- Ed Brady : un barman